# Apófisis transversa
Apófisis transversa, también conocida como apófisis transversal es una excrecencia (parte saliente) de una vértebra que se dirige lateralmente. Se encuentra en todas las vértebras de la columna excepto en las del sacro y coxis.
En las vértebras de la columna vertebral existen dos apófisis transversales: una derecha y otra izquierda, dispuestas transversalmente, disposición anatómica de la que deriva su nombre por adjetivación.
Las apófisis transversas se inician junto a las apófisis articulares en la unión entre el pedículo y la lámina. En cada una de ellas hay unas características comunes a todas: 
- Base, que la une a la vértebra
- Vértice, el cual es libre
- Dos caras:

1. Anterior
2. Posterior

- Dos bordes:

1. Superior

Las apófisis transversales, sin embargo, se diferencian de acuerdo a sus vértebras correspondientes. Así en las vértebras cervicales se puede observar un agujero que atraviesa a las dos apófisis transversa (izquierda y derecha) por donde irá a pasar la arteria vertebral. En las dorsales no se observa un agujero, pero se observa una cara costal donde se articulará la parte articular del tubérculo de la costilla correspondiente. En las lumbares las diferencias no son mayores salvo que son más grandes que las dorsales y no tiene cara costal y aquí termina la médula espinal, comenzando la cola de caballo. En cuanto al sacro y al coxis, que son vértebras fusionadas, no se observan apófisis transversales.